# Juan Sebastián Elcano
Juan Sebastián Elcano (1476 Getaria v baskické provincii Gipuzkoa, Španělsko – 4. srpna 1526 Tichý oceán) nazývaný též Del Cano nebo De Elcano byl španělský mořeplavec, který se účastnil Magalhãesovy cesty kolem světa a po jeho smrti dovedl coby kapitán výpravu zpět do Španělska.
Jeho otec byl Domingo Sebastián Elcano I. a matka Catalina del Puerto. Juan Elcano byl ženatý s Maríi Hernández Dernialde a měli spolu chlapce, který se jmenoval po dědovi Domingo Elcano III.

## Cesta kolem světa
V roce 1519 se tento baskický mořeplavec účastnil Magalhãesovy první cesty kolem světa, nejprve jako navigátor. Když se ale výpravě dlouho nedařilo najít průplav mezi Atlantským a „neznámým oceánem“, zakotvila flota na přezimování v zátoce, kterou nazvali po sv. Julianovi, kde se proti Magalhãesovi (Magellanovi) část posádky, vedená Juanem de Cartagena vzbouřila. Ke vzbouřencům patřil i Elcano. Magalhães vzpouru potlačil, kapitán lodi Concepción Gaspar de Quesada byl posléze sťat, kapitán lodi San Antonio Cartagena byl ponechán na pobřeží, když opět vypluli, a kapitán lodi Victoria Luis de Mendoza byl zabit při znovuzískání lodi. Elcano byl potrestán těžkou prací v okovech, když po sedmi měsících flota opět vyplula, byl omilostěn a jmenován velitelem lodi Concepción. V závěru výpravy se stal velitelem lodi Victoria, a protože Fernão de Magalhães byl 27. dubna 1521 na Filipínách zabit, převzal velení nad zbytkem výpravy (dvě lodě z původních pěti).
Z Filipín plul k severnímu Kalimantanu (do míst, kde se dnes nachází Brunej) a pak k moluckému ostrovu Tidore, kde se mu podařilo koupit náklad koření, přestože ostrovy byly již obsazeny Portugalci. Z Tidore odplul 21. prosince 1521. Jedna loď se vydala zpět do Španělska přes Tichý oceán, ale pro nepříznivé větry se musela vrátit zpět na Tidore. Juan Elcano s poslední lodí Victoria dokončil plavbu kolem světa směrem západním přes Indický oceán, a aby se vyhnul nepřátelskému střetnutí s Portugalci, pustil se Indickým oceánem daleko na jih. Uprostřed oceánu náhodou objevil odlehlý ostrůvek Amsterdam, aniž ho však pojmenoval. Odsud se dal na západ, obeplul mys Dobré naděje a přes Kapverdské ostrovy se vrátil do Španělska, kam dorazil 9. září 1522. Tím vlastně uskutečnil první cestu kolem světa. Z původních pěti lodí se vrátila jen jedna, z 237 mužů pouze 18, avšak jediný náklad koření bohatě vynahradil náklady na výpravu. Posádku lodí tvořili většinou Španělé a Portugalci, ale i příslušníci jiných národností. Významnou postavou se stal italský dobrodruh Antonio Pigafetta, který si o výpravě vedl záznamy a byl jedním z 18 mužů, kteří se do Španělska navrátili na lodi Victoria (někteří další muži výpravy se vrátili do Španělska přes portugalské zajetí); díky tomu se nám zachovala podrobná zpráva o průběhu cesty.
Kapitán Magellan omilostnil jistě toho správného člověka, protože zvládnutí navigace ve zcela neznámých vodách a v labyrintech ostrůvků, na starém kutru s vyčerpanou, vymírající a oprávněně pochybující posádkou bylo nadlidským výkonem a v dějinách mořeplavby jedním z největších vůbec. Ke cti kapitána Elcana je ale třeba říci i to, že ve století conquistadorů neprolil zbytečně krev žádného domorodce a ani ho nezotročil.
Juan Elcano byl po návratu povýšen do šlechtického stavu. Ve svém erbu měl glóbus s mottem "Primus circumdedisti me" (První jsi mě obeplul).

Mapa se zakreslenou cestou Fernanda Magellana a Juana Sebástiána Elcana kolem světa

Erb Juana Elcana

.

## Druhá výprava
V roce 1525 se účastnil plavby Garcia Jofre de Loaisy k Molukám, opět jako navigátor a velitel jedné z lodí, ale krátce po překročení rovníku v Tichém oceáně zemřel, pravděpodobně na podvýživu.
Elcano má spolu s Magellanem zásluhu na prvním obeplutí světa, na stanovení existence světového oceánu i na poznání skutečné velikosti Země a rozsahu Tichého oceánu.